# Sonata para piano n.º 18 (Beethoven)

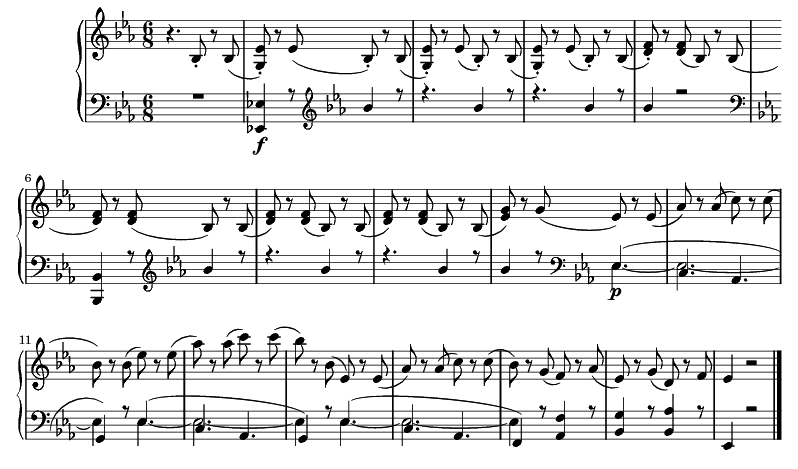
Tema do quarto movimento da sonata

A Sonata para piano n. ° 18, Opus 31, n. ° 3 é uma sonata escrita por Ludwig van Beethoven, datada de 1802. A peça leva o apelido de "A Caça" devido à sua jocosidade lúdica, que é mantida até o final. O professor de musicologia Roger Kamian elaborou uma análise schenkeriana da obra.

## Movimentos
A sonata está dividida em quatro movimentos:
1. Allegro
2. Scherzo: Allegretto vivace
3. Menuetto: Moderato e grazioso
4. Presto con fuoco

## Análise
O primeiro movimento começa com um acorde harmônico, resultante da linguagem progressista de Beethoven, a estabilidade de um acorde tônico sendo mantida até o compasso 8. A coloração harmônica e expressiva, juntamente com as mudanças de tempo na introdução, cria uma abertura evocativa, reminiscente do estilo improvisatório de C.P.E. Bach. A célula da abertura é repetida exaustivamente durante todo o movimento, do início desenvolvimento à recapitulação, e também durante a coda. A codetta explora o acorde inicial em módulo menor.
O segundo movimento, um scherzo, está escrito em compasso 2/4, não 3/4, além de estar em forma sonata, diferenciando-o, assim, de um scherzo comum. Beethoven já havia composto um Scherzo dessa forma em sua Sonata para piano n. ° 14. No entanto, ainda apresenta características próprias de um scherzo, como pausas inesperadas e uma natureza lúdica. O tema principal é executado com a mão direita, enquanto a mão esquerda faz um acompanhamento em stacatto.
O terceiro movimento, a despeito de ser um minueto, é surpreendentemente o mais sério dos quatro. Possui uma atmosfera doce e terna, presente na peça, com ambos minueto e trio em mi bemol maior.
O quarto e último constitui-se de um movimento vigoroso e evolutivo.